# Holbrook Working
Holbrook Working (5 février 1895 – 5 octobre 1985) est un professeur américain d'économie et de statistique au Food Research Institute de l'université Stanford. Il est connu pour ses contributions dans les domaines de la couverture de risque et à la théorie des prix des contrats à terme. Il a été un des premiers théoriciens du comportement des animateurs de marché, et du stockage (notamment pour la courbe de Working qui représente la différence entre les prix à court terme et à long terme des céréales et le niveau des stocks),.

## Biographie
Il est né à Fort Collins, Colorado le 5 février 1895.
Working obtint son doctorat en économie agricole à l'université du Wisconsin à Madison en 1921. Il enseigna à l'université Cornell et l'université du Minnesota avant de rejoindre le Food Research Institute de Stanford en 1925. Son frère cadet Elmer Working a apporté une contribution majeure sur le problème d'identification des courbes de demande en économétrie, à laquelle Holbrook Working a également participé.
Working était en désaccord avec la théorie de Keynes sur le déport (backwardation en Anglais), qui expliquait que la demande de couverture contre la baisse des prix diminuait les prix des contrats à terme. Working expliquait que la demande de couverture pouvait venir aussi bien du côté long que court. Selon Working, la couverture n'est pas tant une technique de réduction des risques qu'une "spéculation sur la base" qui permet aux traders informés et aux marchands de matières premières de réaliser un profit grâce à leur connaissance des variations futures de la différence entre les prix à terme et les prix du sous-jacent.
Working fut un membre fondateur de la société d'économétrie. Il a été élu Fellow de l'association d'économie agricole américaine, de la société américaine de statistique, et de l'association américaine pour l'avancement des sciences. En 1981, il reçut le Prix Samuel-Wilks de l'ASA.
Il meurt le 5 octobre 1985 à Santa Clara en Californie.

## Théorie des marchés
Les travaux d'Holbrook Working ont précédé l'hypothèse des marchés financiers efficients d'Eugene Fama. En 1934, il établit que les variations des prix sur plusieurs marchés sont aléatoires. Dans la lignée d'Alfred Cowles, il montre que les variations de prix n'ont aucun pouvoir de prédiction. Working avança comme piste de recherche l'arrivée imprévisible d'information pour expliquer cette absence de prévisibilité des marchés. En cela, il anticipe l'hypothèse des marchés efficients intégrant l'information dans les prix tel qu'elle sera formulée par Cootner et Fama.

## Articles notables
- Holbrook Working, « The statistical determination of demand curves », The Quarterly Journal of Economics, vol. 39, no 4,‎ août 1925, p. 503–543 (DOI 10.2307/1883264, JSTOR 1883264)
- Holbrook Working, « Business cycles: the problem and its setting, by Wesley C. Mitchell (book review) », Journal of the American Statistical Association, vol. 23, no 161,‎ mars 1928, p. 89–109 (DOI 10.1080/01621459.1928.10503002)
- Holbrook Working et Harold Hotelling, « Applications of the theory of error to the interpretation of trends », Journal of the American Statistical Association, Special Issue: Proceedings of the American Statistical Association, vol. 24, no 165A,‎ mars 1929, p. 73–85 (DOI 10.1080/01621459.1929.10506274)
- Holbrook Working, « A random-difference series for use in the analysis of time series », Journal of the American Statistical Association, vol. 29, no 185,‎ mars 1934, p. 11–24 (DOI 10.1080/01621459.1934.10502683)
- Holbrook Working, « Differential price behavior as a subject for commodity price analysis », Econometrica, vol. 3, no 4,‎ octobre 1935, p. 416–427 (DOI 10.2307/1905633, JSTOR 1912225)
- Holbrook Working, « Futures trading and hedging », American Economic Association via JSTOR, vol. 43, no 3,‎ juin 1953, p. 314–343 (JSTOR 1811346)
- Holbrook Working, « Hedging reconsidered », American Journal of Agricultural Economics, vol. 35, no 4,‎ novembre 1953, p. 544–561 (DOI 10.2307/1233368, JSTOR 1233368)
- Holbrook Working, « New concepts concerning futures markets and prices », American Economic Association via JSTOR, vol. 52, no 3,‎ juin 1962, p. 413–459 (JSTOR 1810553)
- Holbrook Working, « Tests of a theory concerning floor trading on commodity exchanges », AgEcon search, vol. 7, no s,‎ 1967, p. 5–48 (lire en ligne)